# Les Arsures
 Les Arsures  es una población y comuna francesa, en la región de Franco Condado, departamento de Jura, en el distrito de Lons-le-Saunier y cantón de Arbois.

## Demografía
| 142 | 132 | 137 | 158 | 205 | 212 | 214 |
| Para los censos de 1962 a 1999 la población legal corresponde a la población sin duplicidades (Fuente: INSEE [Consultar]) |     |     |     |     |     |     |